# Valingesjö
Valingesjö är en sjö i Varbergs kommun i Halland och ingår i Viskans huvudavrinningsområde. Sjöns area är 0,042 kvadratkilometer och den befinner sig 40 meter över havet.